# ميرزهان رخيمزهانوف
ميرزهان رخيمزهانوف (مواليد 11 أبريل 1983) هو ملاكم كازاخستاني، مثّل بلاده في الألعاب الأولمبية الصيفية 2004.

## روابط خارجية
ميرزهان رخيمزهانوف على موقع أوليمبيديا (الإنجليزية)